# Лищиця купчаста
Лищиця купчаста, лещиця скупчена, ліщиця куляста, лещиця клубочкова (Gypsophila glomerata) — вид рослин з родини гвоздикових (Caryophyllaceae); зростає у південно-східній Європі, на Кавказі й Закавказзі.

## Опис
Багаторічна трав'яна рослина 25–75 см заввишки. Має потужний каудекс зі стрижневою кореневою системою. Стебло (одне або кілька) просте, прямостояче, вгорі розгалужене. Листки лінійні або лінійно-ланцетні, 3–10 см завдовжки та 0.5–0.7 см завширшки, товстуваті, загострені. Квітки білі, майже сидячі, зібрані в головчасті суцвіття 12–15 мм діаметром. Плід — куляста коробочка.
Цвітіння відбувається в червні — липні.

## Поширення
Зростає у Болгарії, Румунії, Молдові, Україні, на півдні європейської частини Росії, Кавказі й Закавказзі (Грузія, Азербайджан, Вірменія).
В Україні поширена на кам'янистих схилах у степу, дуже рідко. Спорадично трапляється в Донецькій, Запорізькій і Одеській областях.

## Охорона
В Україні вид перебуває під охороною — він занесений до переліків регіонально рідкісних рослин Запорізької та Одеської областей.
Лещиця скупчена як рідкісний реліктовий вид зберігається і розводиться в Донецькому ботанічному саду.